# Chích ngực hung
Chích ngực hung (tên khoa học: Bradypterus tacsanowskius) là một loài chim trong họ Locustellidae.